# Daishan (häradshuvudort i Kina, Zhejiang Sheng, lat 30,25, long 122,20)
Daishan (kinesiska: 岱山) är en häradshuvudort i Kina. Den ligger i provinsen Zhejiang, i den östra delen av landet, omkring 200 kilometer öster om provinshuvudstaden Hangzhou. Antalet invånare är 81 439. Befolkningen består av 39 154 kvinnor och 42 285 män. Barn under 15 år utgör 11,0 %, vuxna 15-64 år 80 %, och äldre över 65 år 8,0 %.
Daishan är det största samhället i trakten. 
Genomsnittlig årsnederbörd är 1 673 millimeter. Den regnigaste månaden är juni, med i genomsnitt 332 mm nederbörd, och den torraste är januari, med 48 mm nederbörd.